# Saltella bezzii
Saltella bezzii är en tvåvingeart som först beskrevs av Oswald Duda 1926.  Saltella bezzii ingår i släktet Saltella och familjen svängflugor. Inga underarter finns listade i Catalogue of Life.